# Johanneskerk (Britsum)
De Johanneskerk is een kerkgebouw in Britsum in de Nederlandse provincie Friesland, gewijd aan de apostel Johannes. De kerk is een rijksmonument en is eigendom van de Stichting Alde Fryske Tsjerken.

## Geschiedenis
De Johanneskerk staat op een terp. De eenbeukige kerk heeft een schip uit de 13e eeuw en een ingebouwde toren aan de westzijde (westwerk) uit de 12e eeuw en is van oorsprong een katholieke kerk. De kerk heeft aan de buitenzijde een vijfzijdig gesloten koor. In 1875 werd de gehele kerk ommetseld met Groninger rode steen. Bovendien werden de eenbeukige trekbalken aangebracht ter versteviging van de muren.
De toren heeft een ingesnoerde torenspits en is in 1896 gemoderniseerd naar nieuw klassiek stijl. Binnen in de toren, het zogenaamde westwerk, is een ingebouwde torenkapel, gebruikt o.a. voor de kinderdoop. De twee klokken zijn een luidklok (1507) van Johannes en een luidklok (1664) gegoten door Jurjen Balthasar. In 1946, na de Tweede Wereldoorlog, werden de geroofde klokken teruggevonden in Wilhelmshaven, waarna ze zijn teruggebracht naar Britsum. Het torenuurwerk is zeventiende-eeuws.
De Johanneskerk ligt aan het Jabikspaad een pelgrimspad door de provincie Friesland naar Overijssel. Aan het einde van de uitzending Mijn Pelgrimspad van Jelsum naar Britsum is een impressie te zien van de kerk buiten en binnen.

### Interieur
Het interieur wordt gedekt door vier romanogotische tufstenen koepelgewelven. Tijdens de restauratie van 1998-'99 werden muurschilderingen ontdekt. Deze schilderingen zijn aangebracht met fresco techniek. Zij verhalen in vijf scenes de Lijdensweg van Christus te weten, het laatste avondmaal, de gevangenneming, Christus voor Pilatus, de kruisdraging en de kruisiging.
Het orgel uit 1862 is gemaakt door Willem Hardorff uit Leeuwarden, deze is volledig gerestaureerd in 2018.
De zeskantige eiken preekstoel bevindt zich aan de zuidmuur van de kerk en dateert uit derde kwart 17de eeuw. Er staan twee overhuifde herenbanken voor de families Van Burmania en Van Wyckel, deze dateren respectievelijk uit circa 1670 en 1700.
Jhr. Gemme Laes van Burmania en zijn tweede vrouw Foek van Eysinga - de bezitters van Jornsmastate, schonken het zilveren Bijbelbeslag van de kanselbijbel uit 1667. Deze bijbel werd in 2001 ontvreemd maar naderhand 15 jaren later weer ontdekt en teruggegeven aan Stichting Alde Fryske Tsjerken. De kanselbijbel is momenteel in bruikleen aan het Fries museum gegeven, waar hij tentoongesteld is.
In de kerk bevinden zich enkele grafkelders uit 1639 van de familie: Burmania, Eijsenga en Hinckenborg, deze laatste waren de voorouders van Menno van Coehoorn. Op de zerkenvloer zijn een aantal namen aangebracht, waaronder die van predikant Ds. Benjamin Bekius die in deze kerk voorganger was.
17e-eeuws uurwerk
In 2024 is het 17e-eeuwse uurwerk dat werkloos in de toren stond voor een bedrag van €20.000 geheel gerestaureerd. Het was tien jaar daarvoor vervangen door een elektrisch uurwerk. Door het herstel van dit uurwerk is het weer te demonstreren voor bezoekers. Voor het uurwerk werd een nieuwe, derde, klok gegoten door een meter uit Westerwolde.

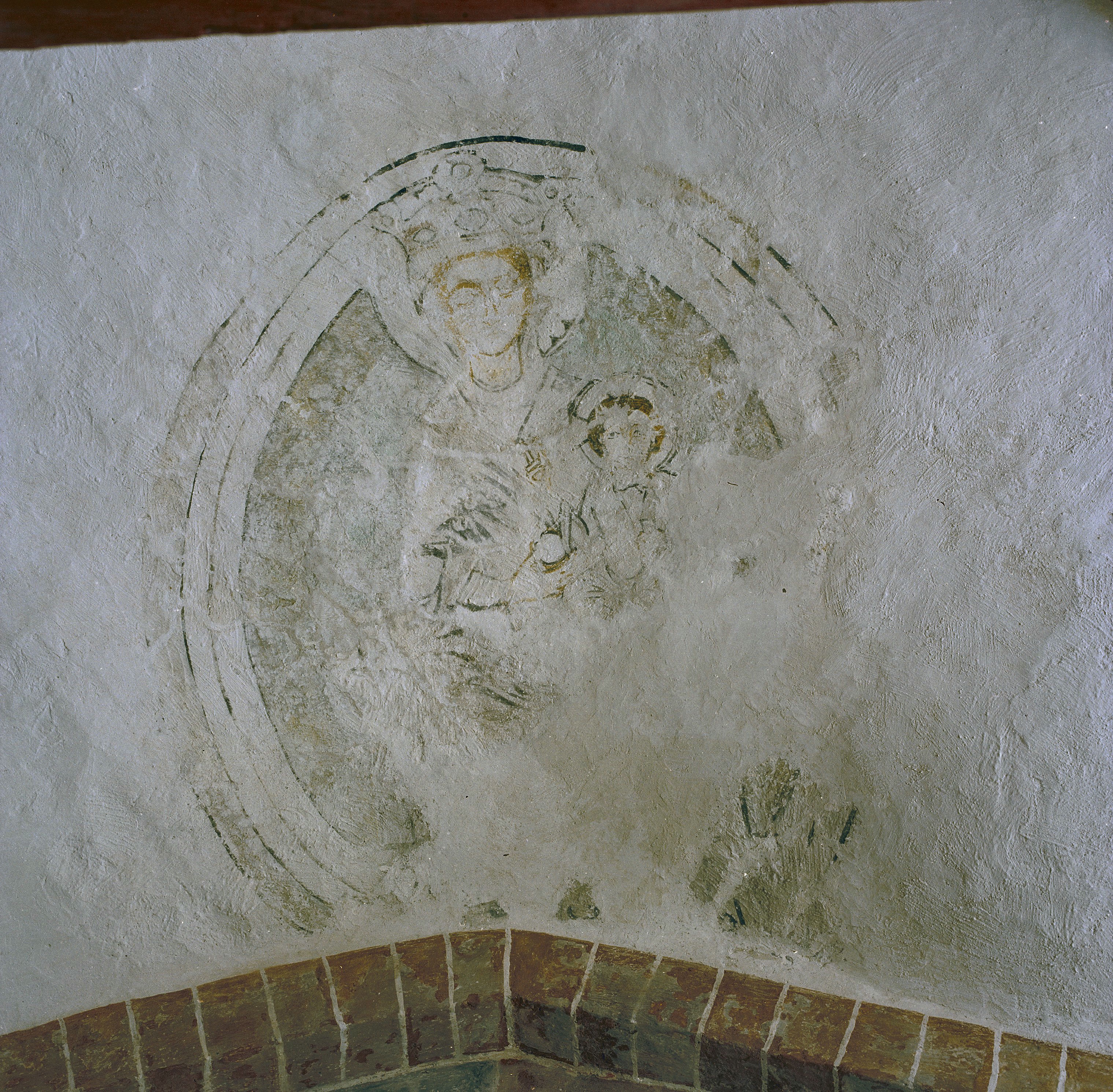
Muurschildering Maria met kind
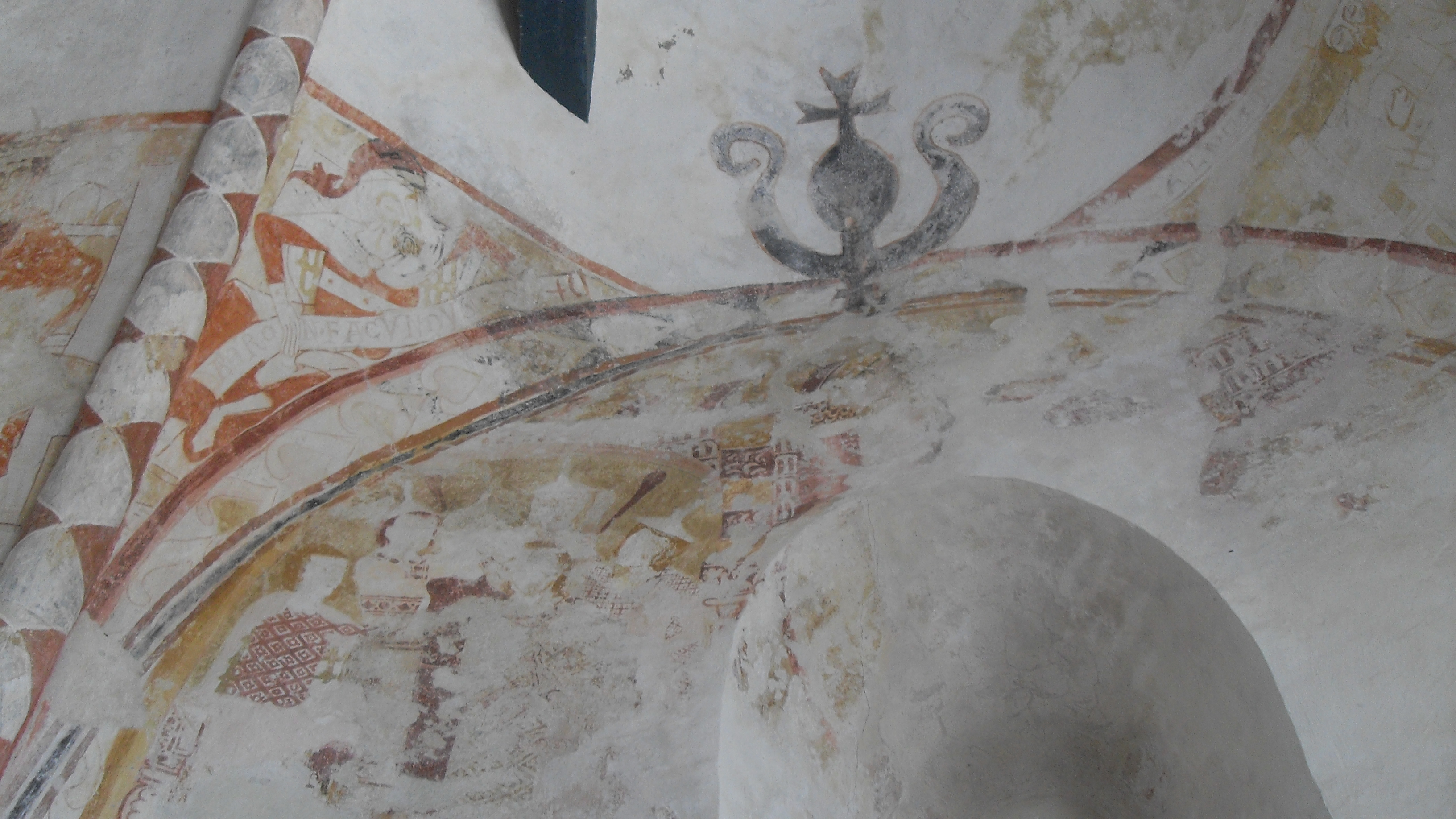
Muurschildering doornenkroning in het koor
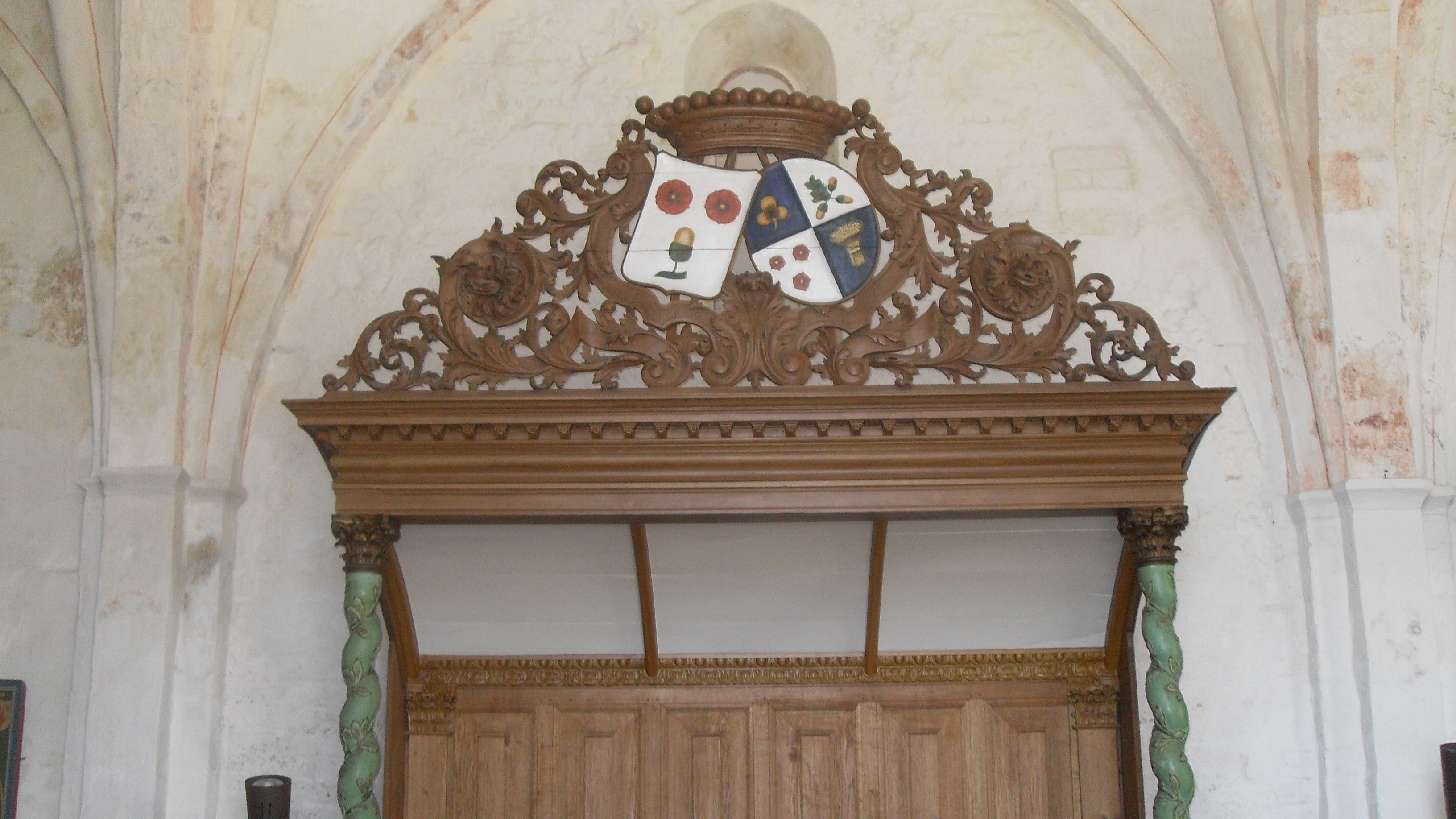
Kroonlijst en opzetstuk van de oostelijke herenbank
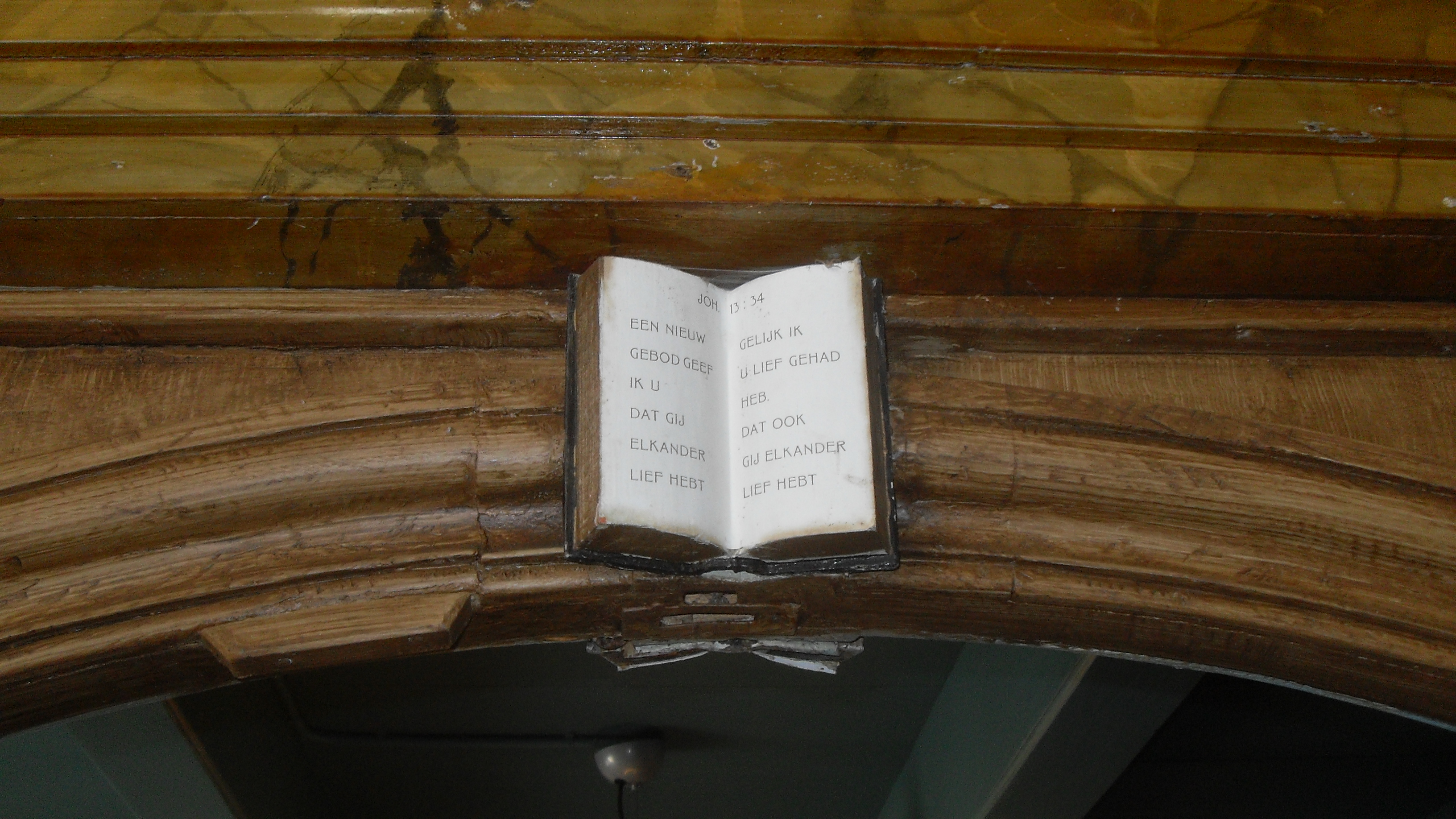
Gebod op houten boek

### Familie Bekius
In oktober 2014 is Otto Bekius (De Bilt, 22 mei 1925 – Victoria / Canada, 21 augustus 2014) bijgezet in een graf op het kerkhof, die bij de kerk ligt. Hij was een verzetsstrijder die tijdens de Tweede Wereldoorlog opereerde in Rotterdam en rechtstreeks een nazaat van dominee Benjamin Bekius. In zijn testament was bepaald dat er geld gedoneerd zou worden aan de Stichting Alde Fryske Tsjerken, voor het behoud van de Johanneskerk.
Naast het geldbedrag ontving de Stichting Alde Fryske Tsjerken ook nog een exemplaar van het boek François Bekius, de duivel-dominee uit de Friesche wouden, dat G.P. Cannegieter in 1941 schreef over deze bekende voorvader van Otto Bekius. Deze ligt tentoongesteld in de Johanneskerk. 
Bij leven heeft Otto Bekius een gedenkteken laten maken met het verzoek om na zijn dood ook zijn naam op dit gedenkteken te plaatsen. Het gedenkteken hangt tot op heden in de kerk te Britsum.

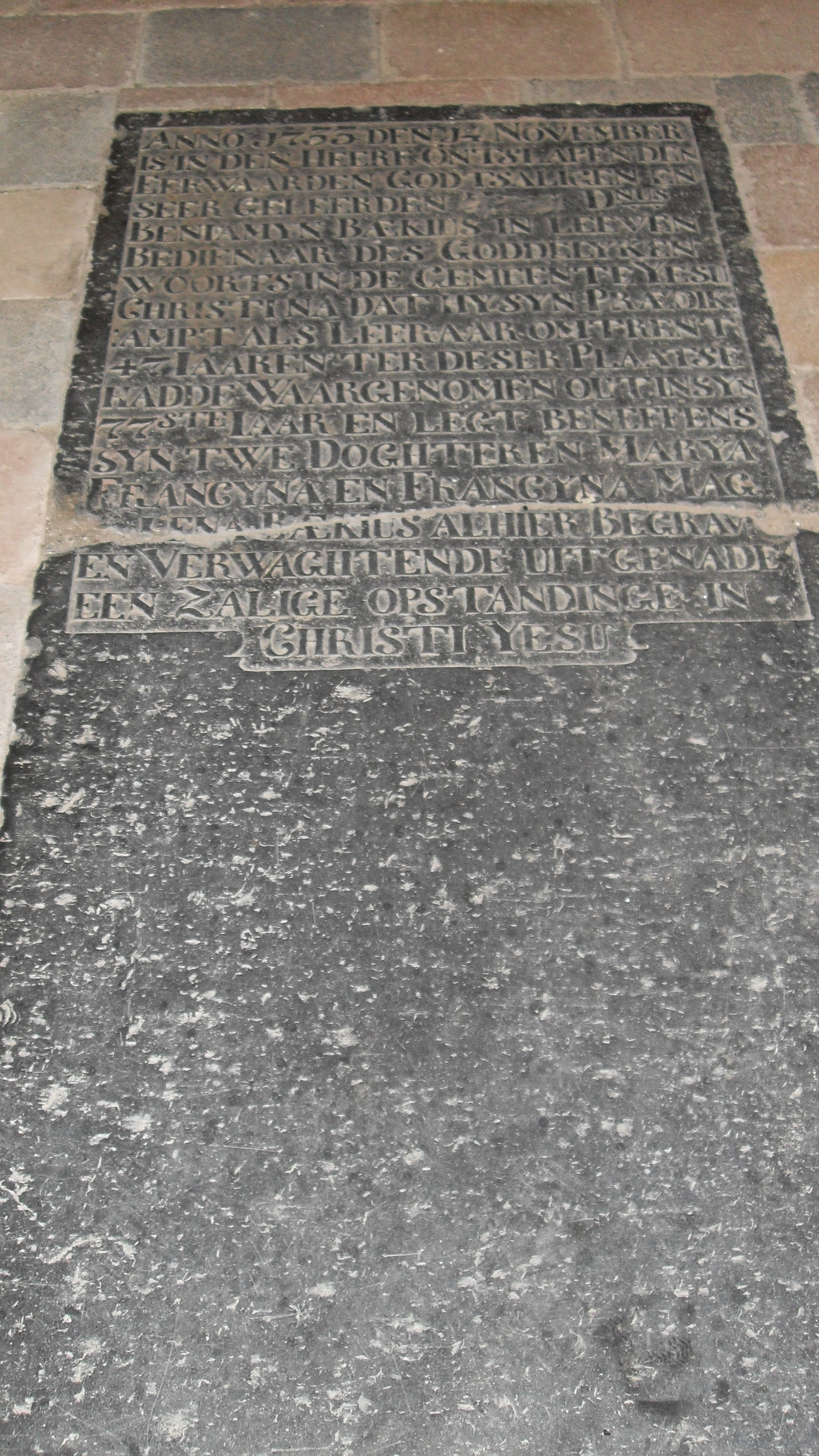
Grafsteen van Ds. Benjamin Bekius
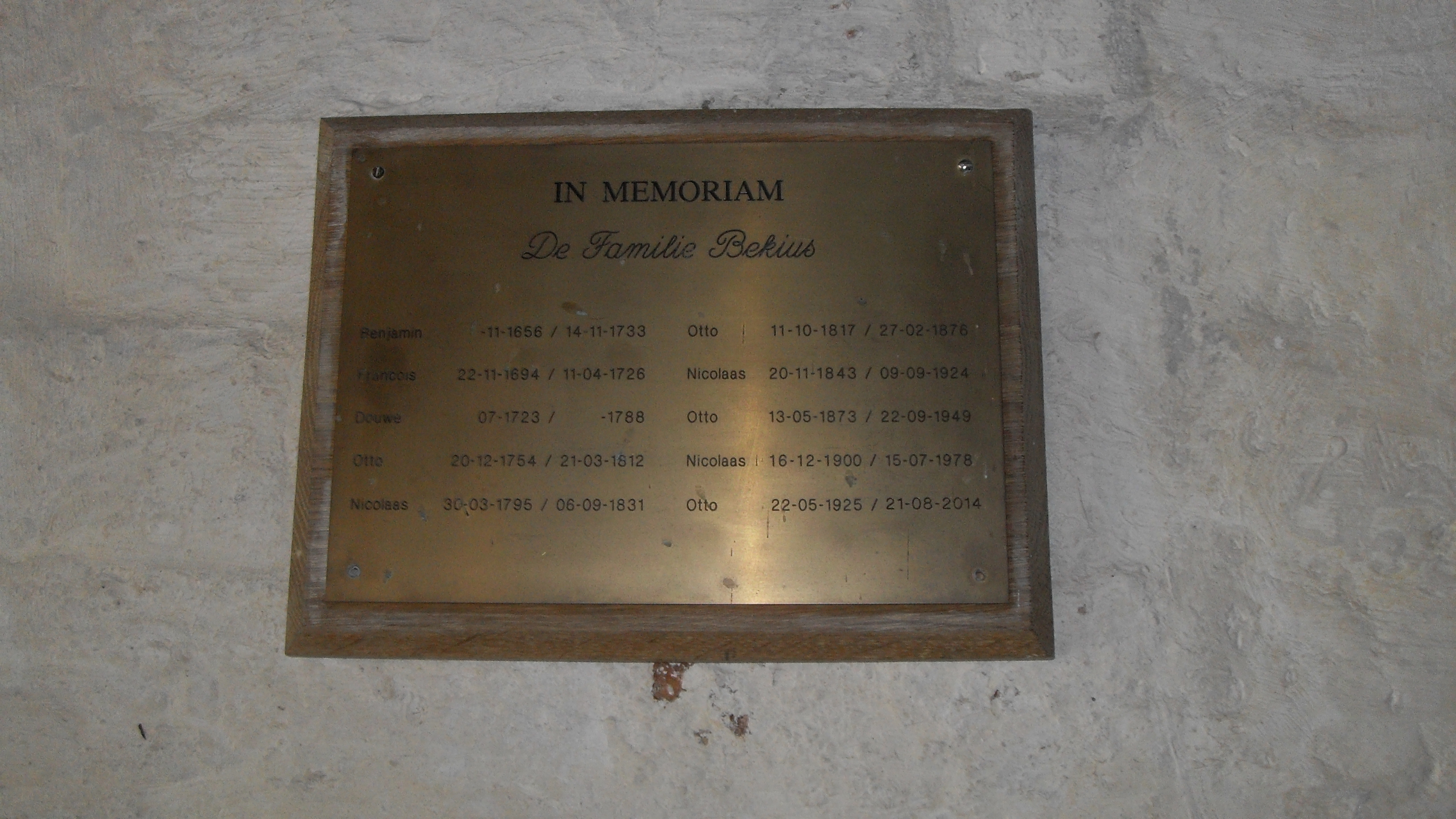
Gedenkteken in Memoriam Familie Bekius
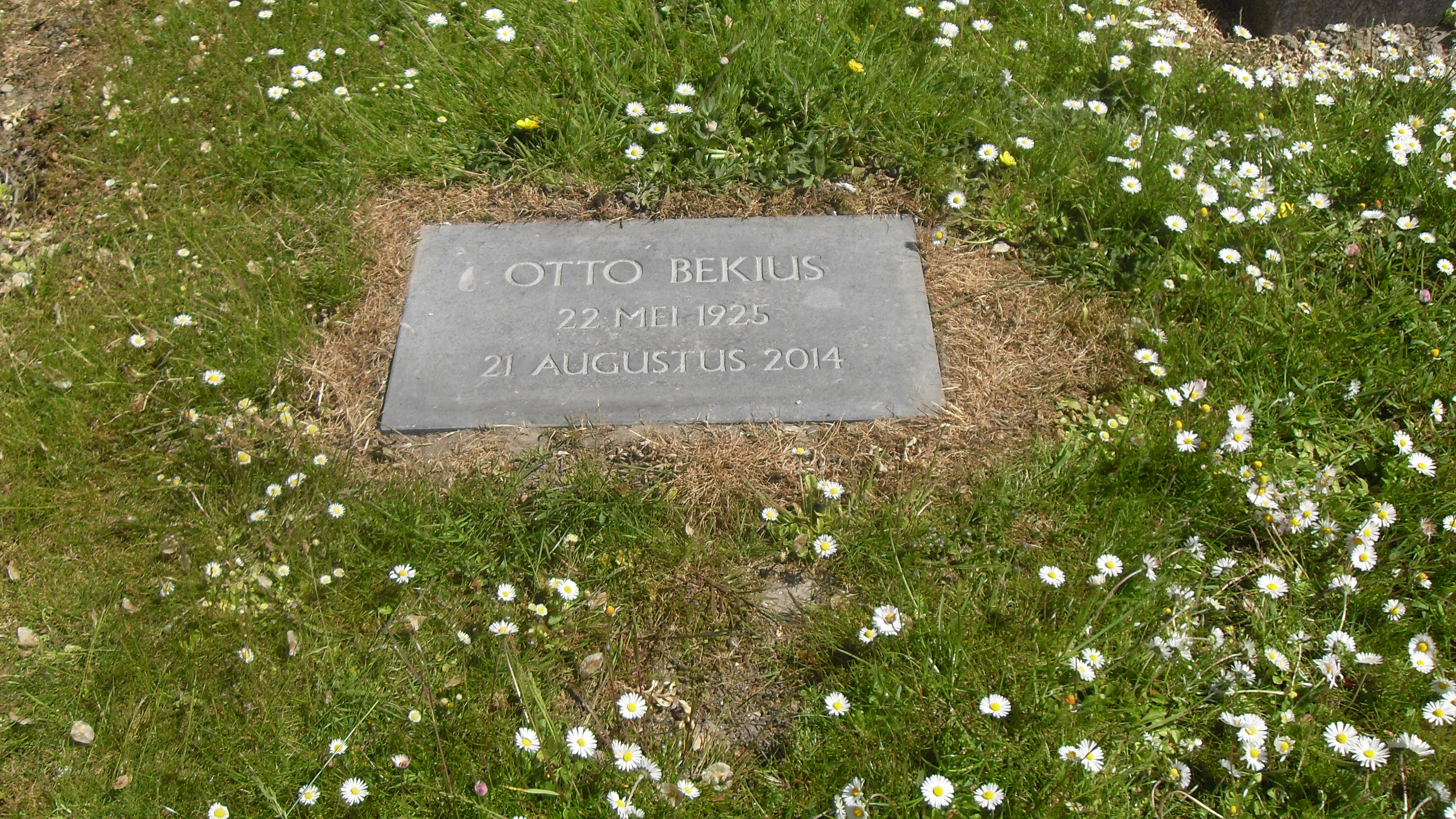
Grafsteen Otto Bekius